# Mostov
Mostov (in tedesco Mostau) è una frazione di Odrava, comune ceco del distretto di Cheb, nella regione di Karlovy Vary.

## Geografia fisica
Il villaggio si trova 1,5 km a nord da Odrava. Nel villaggio sono state registrate 28 abitazioni, nelle quali vivono 30 persone.
Altri comuni limitrofi sono Nebanice, Vackovec e Hartoušov ad ovest, Pochlovice, Kaceřov, Svatá Maří Pomocná, Drsný Chlum, Chlum Svaté Maří e Dolní Částkov a nord, Liboc, Kynšperk nad Ohří e Kamenný Dvŭr ad est e Hlínová, Rollessengrün, Lipoltov e Thurn a sud.

## Storia

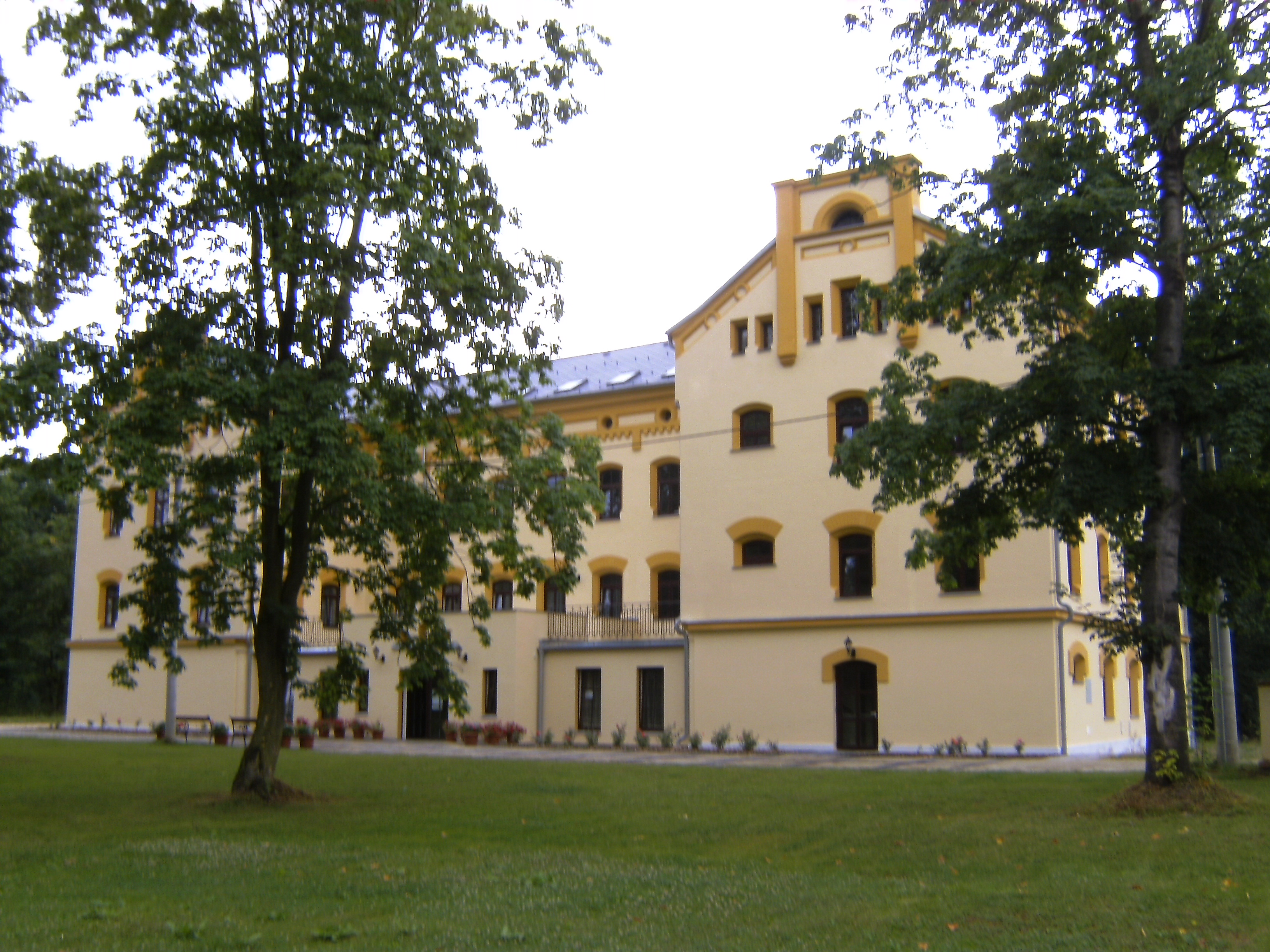
Castello di Mostov

La prima menzione scritta risale al 1362, quando fu annesso al feudo di Leuchtenberg. Nel XVII secolo Mostov è caduta nelle mani della casata Zedwitz, come testimoniano molte statue di santi, quali Sant'Antonio, Giuseppe, Giovanni e Taddeo, ecc.
Nel 1866 furono edificati il castello (con annesso giardino), una birreria ed un mulino. Nel 1871 fu costruito anche l'ufficio postale.

## Monumenti
- Castello Mostov; nel più breve tempo possibile, è prevista per la ricostruzione dell'edificio, che dovrebbe servire da negozio di ceramica, museo della ceramica, sala concerti e albergo.[3]